# Aleksandr Smirnov (cyclisme)
Pour les articles homonymes, voir Smirnov.
Ne doit pas être confondu avec Aleksandr Smirnov.
Aleksandr Smirnov, né le 10 février 1997, est un coureur cycliste russe.

## Palmarès sur route

### Par année
- 2019
  - 1re étape du Tour d'Iran - Azerbaïdjan

### Classements mondiaux
| Année                                 | 2019  | 2020  |
| ------------------------------------- | ----- | ----- |
| Classement mondial                    | 1727e | 1656e |
| UCI Europe Tour                       | 1144e | 1231e |
|                                       |       |       |
| Légende : nc = non classéSource : UCI |       |       |

## Palmarès sur piste

### Championnats d'Europe
- Montichiari 2016
  -  Médaillé de bronze de la poursuite par équipes juniors
  -  Médaillé de bronze de l'américaine juniors
- Aigle 2018
  -  Médaillé d'argent de la course à l'élimination espoirs

### Championnats de Russie
- 2017
  - 2e de l'américaine
- 2018
  -  Champion de Russie de l'américaine (avec Ivan Smirnov)
  - 2e de la poursuite par équipes
- 2020
  - 3e de l'américaine
- 2021
  - 3e de la poursuite par équipes